# Boavista Porto
Der Boavista Futebol Clube, kurz Boavista FC und im deutschen Sprachraum bekannt als Boavista Porto, ist ein Fußballverein, dessen Team in der zweiten portugiesischen Fußballliga spielt. Er wurde 1903 gegründet und ist in Boavista, einem Stadtteil von Porto, beheimatet. Boavista gehört zu den erfolgreicheren Mannschaften Portugals.

## Stadion
Das Heimstadion heißt Estádio do Bessa Século. XXI. Dieses fasst knapp 30.000 Zuschauer und war Austragungsort der Fußball-Europameisterschaft 2004. Die Vereinsfarben sind Schwarz und Weiß, die bei den traditionellen Trikots im Schachbrettmuster angeordnet sind, eine Reminiszenz an die Schachabteilung.

## Geschichte
Den größten Erfolg in der Vereinsgeschichte feierte Boavista Porto 2001 mit der portugiesischen Meisterschaft in der Saison 2000/01.
Dadurch spielte Boavista in der Folgesaison in der UEFA Champions League. Dort wurden sie in der ersten Gruppenphase Zweiter hinter dem FC Liverpool, schieden aber in der zweiten Gruppenphase als Dritter vor dem FC Nantes und hinter dem FC Bayern München und Manchester United aus. Die portugiesische Meisterschaft beendete Boavista als Vize-Meister, wodurch sie in der Saison 2002/03 am UEFA-Pokals teilnahmen und dort mit dem Halbfinaleinzug den größten Erfolg auf internationaler Ebene erlangten.
Am 9. Mai 2008 wurde der Klub aufgrund von Beeinflussung von Schiedsrichtern aus der Saison 2003/04 mit dem Zwangsabstieg in die 2. Liga sowie einer Geldstrafe in Höhe von 180.000 Euro belegt. In der darauffolgenden Zweitligasaison folgte mit dem 15. Platz der Abstieg in die dritte Liga, in der Boavista in folgenden fünf Jahren spielte.
Nach einer erfolgreichen Klage stellte der portugiesische Liga-Verband (LPFP) 2013 die Unrechtmäßigkeit des Zwangsabstiegs fest und beschloss die Rückkehr Boavistas in die Primeira Liga zur Saison 2014/15. Die Erstliga-Rückkehr beendete der Klub mit dem 13. Platz.
Im Juli 2021 erwarb der Luxemburger Geschäftsmann Gérard Lopez 50,78 % der Anteile an der Boavista SAD.
Neben Fußball betreibt der Verein die Abteilungen Behindertensport, Futsal, Handball, Leichtathletik, Radsport, Boxen, Turnen, Karate, Volleyball, Tennis, Schach, Paintball, Tauchen und Schwimmen.

## Erfolge
- Portugiesische Liga (1)
  - Meister: 2001
  - Vizemeister: 1976, 1999, 2002

- Portugiesischer Pokal (5)
  - Pokalsieger: 1975, 1976, 1979, 1992, 1997
  - Pokalfinalist: 1993
- Portugiesischer Supercup (3)
  - Supercupsieger: 1979, 1992, 1997
  - Finalist: 2001

## Kader 2024/25
Stand: 18. Juni 2025
| Nr.        | Nat.                    | Name                    | Geburtstag | im Verein seit |
| Tor        | Tor                     | Tor                     | Tor        | Tor            |
| ---------- | ----------------------- | ----------------------- | ---------- | -------------- |
| 01         | Brasilien               | César Bernardo          | 27.01.1992 | 2022           |
| 12         | Brasilien               | Luís Pires              | 17.11.2004 | 2023           |
| 31         | Tschechien              | Tomáš Vaclík            | 29.03.1989 | 2025           |
| 76         | Portugal                | Tomé Sousa              | 16.12.2006 | 2022           |
| 99         | Portugal                | João Gonçalves          | 05.11.2000 | 2021           |
| Abwehr     |                         |                         |            |                |
| 03         | Frankreich              | Layvin Kurzawa          | 04.09.1992 | 2025           |
| 05         | Russland                | Witali Lyszow           | 11.07.1995 | 2025           |
| 13         | Kamerun                 | Sidoine Fogning         | 14.11.2001 | 2025           |
| 15         | Portugal                | Pedro Gomes             | 04.06.2003 | 2022           |
| 19         | Kanada                  | Steven Vitória          | 11.07.1987 | 2025           |
| 20         | Portugal                | Filipe Ferreira         | 27.09.1990 | 2021           |
| 25         | Guinea-Bissau           | Augusto Dabó            | 13.03.2004 | 2022           |
| 26         | Uruguay                 | Rodrigo Abascal         | 14.01.1991 | 2021           |
| 27         | Sierra Leone            | Osman Kakay             | 25.08.1997 | 2025           |
| 35         | Portugal                | Gonçalo Almeida         | 06.05.2003 | 2022           |
| 73         | Portugal                | Alex Marques            | 23.10.2005 | 2024           |
| 75         | Portugal                | Tomás Silva             | 23.10.2005 | 2024           |
| Mittelfeld |                         |                         |            |                |
| 02         | Guinea-a                | Ibrahima Sory Camara    | 25.01.1999 | 2022           |
| 08         | Niederlande             | Marco van Ginkel        | 01.12.1992 | 2025           |
| 10         | Portugal                | Miguel Reisinho         | 09.04.1999 | 2019           |
| 16         | Portugal                | Joel Silva              | 11.02.2003 | 2022           |
| 18         | Montenegro              | Ilija Vukotić           | 07.01.1999 | 2022           |
| 24         | Kolumbien               | Sebastián Pérez Cardona | 29.03.1993 | 2021           |
| 88         | Portugal                | Marco Ribeiro           | 14.06.2005 | 2022           |
| Sturm      |                         |                         |            |                |
| 07         | Portugal                | Salvador Agra           | 11.11.1991 | 2022           |
| 09         | Slowakei                | Robert Bóženik          | 18.11.1999 | 2022           |
| 11         | England                 | Gboly Ariyibi           | 18.01.1995 | 2025           |
| 14         | Senegal                 | Moussa Koné             | 30.12.1996 | 2025           |
| 17         | Portugal                | Manuel Namora           | 12.02.1998 | 2021           |
| 21         | Mali                    | Abdoulay Diaby          | 21.05.1991 | 2025           |
| 23         | Portugal                | Tiago Machado           | 02.04.2004 | 2023           |
| 71         | Portugal                | João Barros             | 10.01.2006 | 2024           |
| 74         | Dominikanische Republik | Diego Llorente          | 08.10.2001 | 2021           |
| 82         | Portugal                | Fábio Sambú             | 06.09.2007 | 2024           |

## Ehemalige Trainer
- José Augusto Torres (1987)
- Jaime Pacheco (1998–2003, 2003–2005, 2006–2008)

## Ehemalige Spieler
- Carlos Manuel
- Diamantino
- João Pinto
- Nuno Frechaut
- Nuno Gomes
- Pedro Emanuel
- Ricardo
- Petit
- José Bosingwa
- Raúl Meireles
- Hugo Almeida
- Zé Kalanga
- Mateus
- Fernando Ávalos
- Ion Timofte
- Roland Linz
- Kwame Ayew
- Peter Jehle
- Jimmy Floyd Hasselbaink
- Przemysław Kaźmierczak
- Rafał Grzelak
- Russell Latapy

## Frauenfußball
Die Frauenfußballabteilung spielt auch in der höchsten Spielklasse und gewann drei Mal die portugiesische Meisterschaft Nacional Feminino (1994, 1995 und 1997) sowie 2013 das erste Mal den Pokalwettbewerb Taça de Portugal de Futebol Feminino, in der die deutsche Leonie Pankratz zur Spielerin des Wettbewerbs geehrt wurde.

### Erfolge
- Portugiesischer Meister: 1986, 1987, 1988, 1989, 1990, 1991, 1992, 1993, 1994, 1995, 1997
- Portugiesischer Pokalsieger: 2013

## Auslandsniederlassungen
Boavista hat derzeit sechs Auslandsniederlassungen, mit Boavista Futebol Clube Timor-Leste seit 2018 die jüngste in Osttimor. Die anderen sind Águias de Luxemburgo Boavista Futebol Clube, Batuque Futebol Clube und Boavista Futebol Clube da Praia in Kap Verde, Union Sportive Créteil-Lusitanos in Frankreich und Centro Português Cultural e Recreativo im deutschen Reutlingen.